# Brasão de armas do Irão
O brasão de armas do Irão, desde a Revolução Iraniana em 1979, apresenta uma versão estilizada da escrita arábica da palavra Deus, e também "La ilaha ila Allah" (Não há Deus senão Allah).

## Descrição
O brasão é constituído por quatro novilúnios e uma espada. Os quatro novilúnios são destinados para a palavra Deus, e, ao mesmo tempo, para "La ilaha ila Allah" (Não há deus senão Allah). Como explicado em pormenor na ISIRI 1. As cinco partes do emblema simbolizam os Princípios da Religião. Acima da espada está uma shadda: em escrita árabe, este é usado para duplicar uma letra, aqui ele dobra a força da espada. A forma do emblema é escolhida para assemelhar-se a uma tulipa, em memória das pessoas que morreram pelo Irão: trata-se de uma antiga crença no Irão, que remonta à mitologia, que, se um jovem soldado morre pela pátria, uma tulipa vermelha vai crescer na sua sepultura. Nos últimos anos, é considerada como o símbolo do martírio.
O brasão foi desenhado por Hamid Nadimi, e foi aprovado oficialmente pelo Ayatollah Ruhollah Khomeini em 9 de Maio de 1980. A forma exacta do emblema é uma bússola e uma régua, que é descrita na norma nacional iraniana ISIRI 1.
O logotipo é codificado em Unicode, nos diversos símbolos gama, em codepoint U +262 B (☫), com o nome "símbolo persa". Ainda não está claro por que razão foi incluída no Unicode 1,0 desde tecnicamente, é um logotipo, e não um caracter. Não é usada nos textos em persa e não é referido como "símbolo persa" fora do padrão Unicode.